# تپه غربی سر قلا
تپه غربی سر قلا مربوط به عصر مس است و در شهرستان خرم‌آباد، بخش مرکزی، دهستان رباط نمکی، روستای زرین چغا جابری واقع شده و این اثر در تاریخ ۲۸ اسفند ۱۳۸۵ با شمارهٔ ثبت ۱۸۸۱۷ به‌عنوان یکی از آثار ملی ایران به ثبت رسیده است.